# Altopiano di Smolensk-Mosca
L'altopiano di Smolensk-Mosca (in russo Смоле́нско-Моско́вская возвы́шенность?, Smolensko-Moskovskaja vozvyšennost') è una zona elevata collinare compresa nei territori delle Oblast' di Jaroslavl', Vladimir, Mosca, Smolensk della Russia europea, e della Regione di Vicebsk della Bielorussia.

## Geografia
Si estende in direzione da sud-ovest a nord-est, dalla città di Orša (Bielorussia) fino a Jur'ev-Pol'skij (Russia), ed è costituito dalle alture di Smolensk e dalle alture di Mosca. A sud-est l'altopiano confina con il Rialto centrale russo, a nord con il Rialto del Valdaj. Ha una lunghezza di circa 500 km, il punto più alto è 320 m (nella parte nord-orientale della regione di Smolensk). Il rilievo è di carattere collinare, morenico-erosivo. A ovest, la catena morenica diventa il rilievo collinare bielorusso (Беларуская града).
L'altopiano è drenato dai fiumi dei bacini del Dnepr (a ovest) e del Volga (a est). È ricoperto da boschi misti (predominano l'abete rosso e la betulla). Sono comuni le torbiere. I terreni sono prevalentemente argillosi e podzolici, ad eccezione della parte più orientale delle alture, dove sono comuni foreste e terreni più fertili, e dove l'area è chiamata "Vladimirskoe Opol'e".
L'altopiano di Smolensk-Mosca è lo spartiacque di tre mari: Mar Baltico (Kasplja→Dvina occidentale), Mar Nero (Dnepr) e Mar Caspio (Volga, affluenti della Oka).